# Esther Niubó Cidoncha
Esther Niubó Cidoncha   (Barcelona, 1 d'octubre de 1980) és la consellera d'Educació i Formació Professional de la Generalitat de Catalunya des de l'any 2024. És membre de l'executiva del Partit dels Socialistes de Catalunya i Diputada al Parlament de Catalunya des de l'any 2015.

## Biografia
Llicenciada en Ciències Polítiques i de l'Administració (especialitat de relacions internacionals) per la Universitat Autònoma de Barcelona (premi extraordinari). Màster en Política Internacional per la Universitat Lliure de Brussel·les. Màster en Comerç Exterior i Economia Internacional per la Universitat de Barcelona. Màster Polítiques Públiques i Socials per la Universitat Pompeu Fabra-Johns Hopkins University.
De gener de 2010 a 2012, va ser col·laboradora acadèmica del Departament de Ciències Socials d'ESADE.
De 2001 a 2004 va treballar com a analista a la Secretaria de Política Europea i Internacional del PSC. De 2004 a 2009 va ser assessora al Parlament Europeu.
El gener de 2013 va ser nomenada directora de la Fundació Rafael Campalans substituint a Albert Aixalà. on des de 2010 va treballar com a coordinadora de Relacions Institucionals i Internacionals.
A l'abril de 2012 va publicar el llibre Europa, federalisme, socialdemocràcia XXI amb Meritxell Batet i Joan Majó. El llibre defensa la socialdemocràcia com la millor manera per fer prevaler el bé comú per sobre l'interès individual, el federalisme per fer compatibles sobiranies i interdependències, i Europa com a espai polític per fer créixer els valors compartits.

### Trajectòria política
L'any 2011 va ser escollida Secretària de Política Europea en el XII Congrés del PSC (Partit de les Socialistes de Catalunya). Del 2013 al 2014 va ser portaveu del partit.
En les eleccions al Parlament Europeu de maig de 2014 va ser la candidata número 2 del Partit dels Socialistes de Catalunya, i va a anar al lloc número 15 de la llista del PSOE, però no va aconseguir escó.
Fou escollida diputada al Parlament de Catalunya l'any 2015 i reescollida a les eleccions de 2017, 2021 i 2024.
Com a diputada, des de 2015 ha estat portaveu de la Comissió d'Educació i membre de diferents comissions del Parlament de Catalunya. L'estiu de 2024 fou nomenada Consellera d'Educació del govern de Salvador Illa.

## Publicacions
- 2012 Europa, federalisme, socialdemocràcia XXI, Autoria: Esther Niubó, Meritxell Batet, Joan Majó. Fundació Rafael Campalans